# Rustam Ibrajev
Rustam Ibrajev (kazašsky Елдос Сметов), (* 29. května 1991 v Aktobe, Kazachstán) je kazašský zápasník – judista.

## Sportovní kariéra
S judem začínal v 10 letech v Aktobe. Žije v Almaty, kde se připravuje pod vedením Aidara Džijembajeva.

### Vítězství
- 2015 - 1x světový pohár (Baku)

## Výsledky
| Turnaj | 2015              |    |
| Turnaj | 23                |    |
| ------ | ----------------- | -- |
| Turnaj | Mistrovství světa | 2. |